# 日本的地理極點
本表列出日本各地（包含实际控制及日本自行主張之領土）的東西南北的極點。

## 日本的東西南北極
最北端
- 擇捉島（北海道蘂取郡蘂取村）

日本對該島有主權要求，但實際由俄羅斯統治，擇捉島的最北端是カモイワッカ岬。
- 辯天島（北海道稚内市）

現在日本實際統治的最北端。宗谷岬外海的岩礁，一般的交通方式難以抵達。
- 宗谷岬（北海道稚内市）

普通人通常到達的最北端。
最南端
- 沖之鳥島（東京都小笠原村）

由兩塊露出海面數十厘米的礁石組成的礁石。由日本政府稱為島嶼直接管理，普通人難以到達
- 波照間島（沖繩縣八重山郡竹富町）

除了無人島以外的最南端，普通人通常到達的最南端。波照間島的最南端是高那崎。
最東端
- 南鳥島（東京都小笠原村）

島上有海上自衛隊、海上保安廳、氣象廳的設施。這些設施的員工可以到達。
- 納沙布岬（北海道根室市）

除了離島以外的最東端，普通人通常到達的最東端。
最西端
- 與那國島（沖繩縣八重山郡與那國町）

是日本主張領土範圍的東西南北端中，唯一一個普通人也可以去的地方。与那国島的最西端是西崎。

### 日本東西南北極的自治体

#### 市町村
最北端的市町村
- 北海道蘂取郡蘂取村（日本主張的領土，但實際由俄羅斯統治）
- 北海道稚内市

最南端的市町村
- 東京都小笠原村

最東端的市町村
- 東京都小笠原村（以市町村域全体作為標準來比較）
- 北海道蘂取郡蘂取村（以市役所、町村役場的位置來比較。但實際由俄羅斯統治）
- 北海道根室市（以市役所、町村役場的位置來比較）

最西端的市町村
- 沖繩縣八重山郡与那国町

#### 市
最北端的市
- 北海道稚内市

最南端的市
- 沖繩縣石垣市

最東端的市
- 北海道根室市

最西端的市
- 沖繩縣石垣市

#### 町
最北端的町
- 北海道禮文郡禮文町

最南端的町
- 沖繩縣八重山郡竹富町

最東端的町
- 北海道野付郡別海町（以町域做標準）
- 北海道目梨郡羅臼町（以町役場的位置做標準）

最西端的町
- 沖繩縣八重山郡与那國町

#### 村
最北端的村
- 北海道蘂取郡蘂取村（日本主張的領土，但實際由俄羅斯統治）
- 北海道宗谷郡猿拂村

最南端的村
- 東京都小笠原村（以村域為標準）
- 沖縄県宮古郡多良間村（以村公所位置為準）

最東端的村
- 東京都小笠原村（以村域為標準）
- 北海道蘂取郡蘂取村（以村公所位置為準。日本主張的領土，但實際由俄羅斯統治）
- 北海道阿寒郡鶴居村

最西端的村
- 沖繩縣宮古郡多良間村

## 本土（北海道、本州、四国、九州）的東西南北端
最北端
- 宗谷岬（北海道稚内市）

最南端
- 佐多岬（鹿兒島縣肝属郡南大隅町）

最東端
- 納沙布岬（北海道根室市）

最西端
- 神崎鼻（長崎縣佐世保市小佐佐町）

## 主要4島的東西南北端
北海道、本州、四国、九州四島的東西南北端。不含周邊離島。

### 北海道
最北端
- 宗谷岬（北海道稚内市）

最南端
- 白神岬（北海道松前郡松前町）

最東端
- 納沙布岬（北海道根室市）

最西端
- 尾花岬（北海道久遠郡瀨棚町）

### 本州
最北端
- 大間崎（青森縣下北郡大間町）

最南端
- 潮岬（和歌山縣東牟婁郡串本町）

最東端
- 魹ヶ崎（岩手縣宮古市）

最西端
- 毘沙ノ鼻（山口縣下關市）

### 四国
最北端
- 竹居岬（香川縣高松市）

最南端
- 足摺岬（高知縣土佐清水市）

最東端
- 蒲生田岬（德島縣阿南市）

最西端
- 佐田岬（愛媛縣西宇和郡伊方町）

### 九州
最北端
- 田野浦埋立地（福岡縣北九州市）

最南端
- 佐多岬（鹿兒島縣肝属郡南大隅町）

最東端
- 鶴御崎（大分縣佐伯市）

最西端
- 神崎鼻（長崎縣佐世保市小佐佐町）